# Морганвілл (Нью-Джерсі)
Морганвілл (англ. Morganville) — переписна місцевість (CDP) в США, в окрузі Монмаут штату Нью-Джерсі. Населення — 6203 особи (2020).

## Географія
Морганвілл розташований за координатами 40°22′31″ пн. ш. 74°13′58″ зх. д. / 40.37528° пн. ш. 74.23278° зх. д. (40.375327, -74.232810).  За даними Бюро перепису населення США в 2010 році переписна місцевість мала площу 14,06 км², з яких 14,05 км² — суходіл та 0,02 км² — водойми.

## Демографія
Згідно з переписом 2010 року, у переписній місцевості мешкало 5040 осіб у 1526 домогосподарствах у складі 1371 родини. Густота населення становила 358 осіб/км².  Було 1583 помешкання (113/км²).
Расовий склад населення:
| - 75,1 % — білих - 18,5 % — азіатів - 3,3 % — чорних або афроамериканців - 0,1 % — корінних американців - 1,1 % — осіб інших рас |

До двох чи більше рас належало 1,9 %. Частка іспаномовних становила 5,0 % від усіх жителів.
За віковим діапазоном населення розподілялося таким чином: 30,7 % — особи молодші 18 років, 60,9 % — особи у віці 18—64 років, 8,4 % — особи у віці 65 років та старші. Медіана віку мешканця становила 40,7 року. На 100 осіб жіночої статі у переписній місцевості припадало 100,9 чоловіків;  на 100 жінок у віці від 18 років та старших — 98,8 чоловіків також старших 18 років.
Середній дохід на одне домашнє господарство  становив 164 100 доларів США (медіана — 141 968), а середній дохід на одну сім'ю — 171 136 доларів (медіана — 152 923). За межею бідності перебувало 0,5 % осіб, у тому числі 0,0 % дітей у віці до 18 років та 0,0 % осіб у віці 65 років та старших.
Цивільне працевлаштоване населення становило 2305 осіб. Основні галузі зайнятості: освіта, охорона здоров'я та соціальна допомога — 21,1 %, роздрібна торгівля — 16,2 %, науковці, спеціалісти, менеджери — 15,6 %.